# Frédéric Chichin

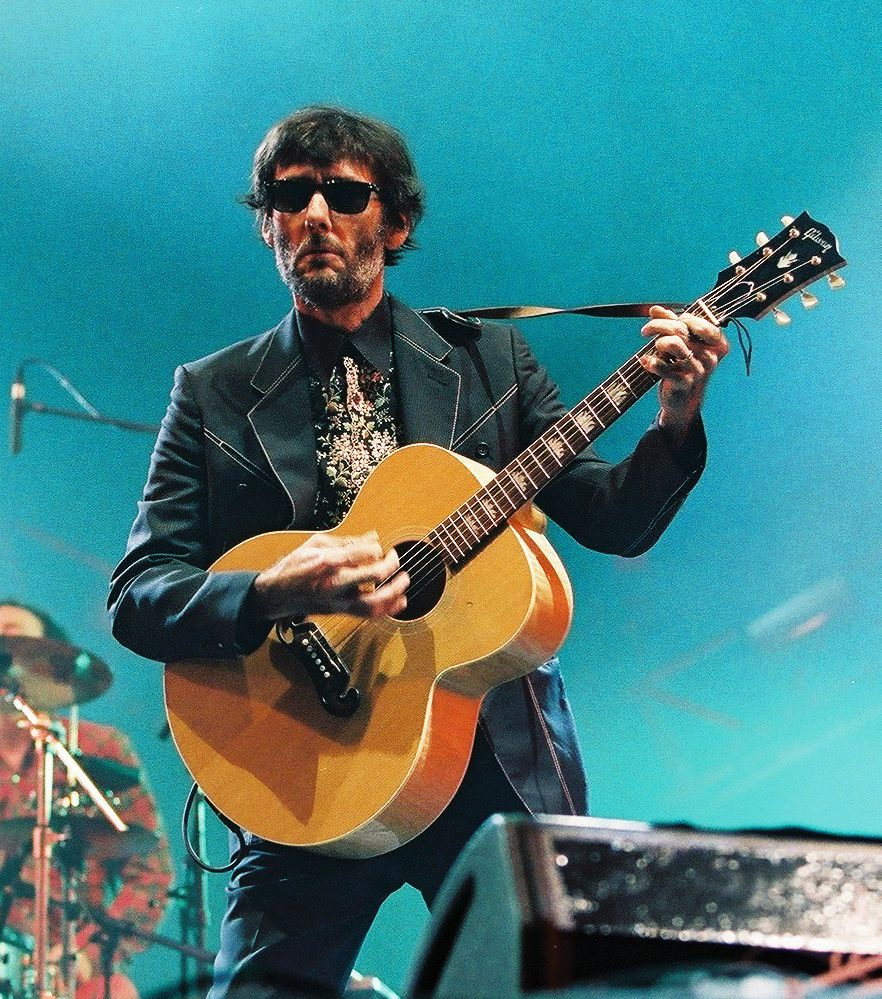
Fred Chichin - Eurockéennes de Belfort, 2007

Frédéric „Fred“ Chichin [fʁedeˈʁik ʃiˈʃɛ̃ ] (* 1. Mai 1954 in Clichy; † 28. November 2007 in Villejuif) war ein französischer Rockmusiker und Singer-Songwriter, der als Teil des Avantgarde-Pop-Duos Les Rita Mitsouko bekannt wurde. Seine Partnerin und Lebensgefährtin war von 1980 bis zu seinem Tod die Musikerin Catherine Ringer.

## Herkunft und Jugend
Frédéric Alexis Alphonse Chichin wurde am 29. April 1954 in Clichy bei Paris geboren. Offiziell gemeldet wurde die Geburt am 1. Mai. In Clichy führten seine Großeltern mütterlicherseits, der aus der Auvergne stammende Alphonse Brugerolle und seine italienischstämmige Frau Marie-Louise, ein Café. Chichins Mutter, Madeleine Brugerolle, wurde 1927 geboren. Sein Vater, Jean-Louis Chichin (1927–2009), der sich unter dem Künstlernamen Jean-Louis Pays als Maler betätigte, war schwedischer Herkunft und kommunistisches Parteimitglied und gründete 1962 die Kinozeitschrift Miroir du cinéma. Er war ein Anhänger des neuen französischen Kinos, das als Nouvelle Vague international bekannt wurde. Sein Sohn Frédéric hingegen interessierte sich für alte Hollywood-Western und die Musik der Beatles, der Rolling Stones und Jimi Hendrix'. Mit 14 Jahren spielte er Schlagzeug und Akkordeon und entdeckte seine Leidenschaft für das Theater.

## Laufbahn
Chichin verbrachte einen Teil seiner Jugend in Aubervilliers bei Paris. Im Alter von 16 Jahren verließ er die Schule und trampte einige Jahre durch mehrere Länder. Dabei trat er als Sänger in Amsterdam, London und Marokko in Erscheinung. Um seinen Lebensunterhalt zu verdienen, arbeitete er zeitweise bei der Post, verteilte Prospekte, begleitete einen Marionettenspieler musikalisch, schrieb Lieder für dessen Kinderstücke und war Techniker an der Oper, Aufnahmeassistent und Filmvorführer.
Eines Tages lernte er Nicolas Frize kennen, spielte mit ihm elektronisch-akustische Musik und sammelte Erfahrungen an Frizes Experimental Music Research Centre in Vierzon. Danach wandte sich Chichin der Rockmusik zu und gründete mit Jean Néplin, mit dem er bis zu dessen Tod im Jahr 2003 befreundet war, die Punk-Band Fassbinder. Zusammen schrieben sie etliche Lieder, teilweise auch für andere Projekte. So wurde Avenue du Crime auf dem Album Seppuku von Daniel Darcs Band Taxi Girl veröffentlicht, während Elle demande quelqu'un in Jean-Luc Godards Musikdokumentation Soigne ta droite 1987 aufgenommen wurde. Mit Alain Kan und seinem Bruder Hugues (Schlagzeug) trat er Ende der 1970er Jahre in der Band Gazoline auf, die Konzerte unter anderem im Punk-Lokal Gibus in Paris gab.
Seiner künftigen Partnerin, die Sängerin und Schauspielerin Catherine Ringer, begegnete Chichin erstmals im Frühjahr 1979 in Montreuil im Rahmen der Musikrevue Flashes rouges. Chichin spielte dort als Gitarrist der Gruppe Le fond de l'air est rock, Ringer übernahm die Rolle eines „Opfers“. Die beiden wurden ein Liebespaar und bekamen drei Kinder.
Catherine Ringer und Frédéric Chichin gründeten 1980 das Avantgarde-Pop-Duo Les Rita Mitsouko, das sich mit einem Stilmix aus Jazz, Rock, Punk und Einflüssen aus Südamerika, Ägypten und Indien den Ruf erwarb, zu den innovativsten Musikformationen Frankreichs zu gehören. Einige Songs aus der Feder von Chichin und Néplin (Le Futur N°4, Tonite, Perfect Eyes und La Belle Vie) erschienen auf der 1984 erschienenen Debüt-LP, Rita Mitsouko. Marcia Baila war in Frankreich ihr erster Hit. 1986 stellte sich dank der Singles C'est comme ça und Andy, Auskopplungen aus der LP The No Comprendo, internationaler Erfolg ein. Neben seinen eigenen Produktionen nahm Chichin Videos und Filme mit weiteren Künstlern auf. Les Rita Mitsouko bestanden bis zu Chichins Tod im Jahr 2007. Das Duo veröffentlichte weitere Alben, Marc et Robert (1988), Systeme D (1993), Cool Frénésie (2000), La Femme Trombone (2002), Variéty (2007), und ging auf zahlreiche Konzerttourneen.
Chichin starb am 28. November 2007 im Alter von 53 Jahren an Krebs und ist auf dem Cimetière de Montmartre beerdigt.

## Diskografie

### Alben mit „Les Rita Mitsouko“
(Erscheinungsdatum in Klammern)
- 1984 – Rita Mitsouko (April 1984)
- 1986 – The No Comprendo (20. September 1986)
- 1988 – Marc et Robert (7. November 1988)
- 1990 – RE (Remix)
- 1993 – Systeme D (16. November 1993)
- 1996 – Acoustiques (Live-Aufnahme eines Konzertes im Fernsehsender M6 am 27. Oktober 1996)
- 2000 – Cool Frénésie (7. März 2000)
- 2001 – Bestov Les Rita Mitsouko (Best-Of-Album, 6. November 2001)
- 2002 – La Femme Trombone (10. September 2002)
- 2004 – Live avec l'Orchestre Lamoureux (März 2004)
- 2007 – Variéty (2007)

### Singles mit „Les Rita Mitsouko“
(Auszug)
- 1982 – Don't Forget the Nite (EP), mit „Minuit dansant“ u. a.
- 1984 – Restez avec moi; Marcia Baïla (vom Album Rita Mitsouko)
- 1986 – Andy; Un soir, un chien; C'est comme ça; Les histoires d'amour (vom Album The no comprendo)
- 1988 – Qu'est-ce que t'es belle (Duett von Catherine Ringer und Marc Lavoine)
- 1988 – Mandolino City; Singing in the Shower (mit den Sparks); Tongue Dance; Le petit train (vom Album Marc et Robert)
- 1990 – Hip Kit; „Don't Forget the Nite“ (vom Album RE)
- 1993 – Y'a d'la haine; Les amants (Titelsong des Spielfilms Die Liebenden von Pont Neuf); Femme d'affaires (vom Album Système D)
- 1996 – Riche (Duett mit Doc Gynéco, vom Album Acoustiques)
- 2000 – Cool Frénésie (vom Album Cool Frénésie)
- 2002 – Triton, Sasha, Tu Me Manques (vom Album La Femme Trombone)
- 2007 – Communiqueur d'Amour (vom Album Variéty)

### Filme, DVDs und Videos mit „Les Rita Mitsouko“
(Auswahl)
- 1985 – Champs-Elysées (TV-Serie, Folge 15. Juni 1985)
- 1987 – Schütze deine Rechte (Soigne ta droite) – Titel C’est comme ça
- 1987 – Die Verliebte (L’amoureuse) – Musik/Text Les histoires d’A
- 1991 – Die Liebenden von Pont Neuf (Les amants du Pont-Neuf) – Titelsong Les amants
- 1991 – Mein Leben ist die Hölle (Ma vie est un enfer)
- 1995 – L’âge des possibles – Musik/Text des Titels Andy
- 1996 – Die Liebe neu erfinden (L’@mour est à réinventer) (TV-Mehrteiler) – Musik/Text von C’est comme ça in der Episode Dans la décapotable
- 1996 – Diebe der Nacht (Les voleurs) – Musik/Text von Tonite
- 1998 – Wer mich liebt, nimmt den Zug (Ceux qui m’aiment prendront le train) – Musik/Text von Don’t Forget the Nite
- 1998 – Dreckige Bastarde (Sale battars) (Kurzfilm)
- 2000 – Johnny Hallyday – Live à la Tour Eiffel (Gastauftritt)
- 2002 – Peau d’Ange, Engel weinen nicht (Peau d'ange) – Musik/Text von Les amants

## Auszeichnungen
- 1987 – Grand Prix de l'Académie Charles-Cros[5][6]
- 1987 – Victoires de la Musique – für das beste Album des Jahres, The no comprendo, und den besten Videoclip des Jahres, C'est comme ça
- 1990 – Bus d'Acier de la décennie – für das Gesamtwerk,
- 1993 – Video of the Year von MTV Europe – für Y'a d'la haine
- 2001 – Prix Roger-Seiller[7] (Prix de Printemps de la SACEM)